# Banque populaire VIII
Pour les articles homonymes, voir Banque populaire (homonymie).
Pour les autres voiliers appelés Banque populaire, voir Team Banque populaire.
Medallia (ex-Banque populaire VIII et Bureau Vallée 2) est un voilier monocoque de 60 pieds. Dessiné par le cabinet VPLP et Guillaume Verdier, il a été mis à l'eau le 9 juin 2015. Son premier skipper est Armel Le Cléac'h qui remporte avec lui le Vendée Globe 2016-2017. À l'issue de cette compétition, il est cédé à Bureau Vallée, le sponsor de Louis Burton qui le revend à Pip Hare après le Vendée Globe 2020-2021.
Banque populaire VIII fait partie de la génération 2015 des IMOCA avec Safran II, Gitana 16, StMichel-Virbac, Hugo Boss, et Vento di Sardegna. Il est présenté le 15 janvier 2015. Ce sont les premiers IMOCA dotés de foils, qui permettent de soulever la coque aux allures portantes afin de réduire la traînée et augmenter la vitesse.

## Caractéristiques et développement

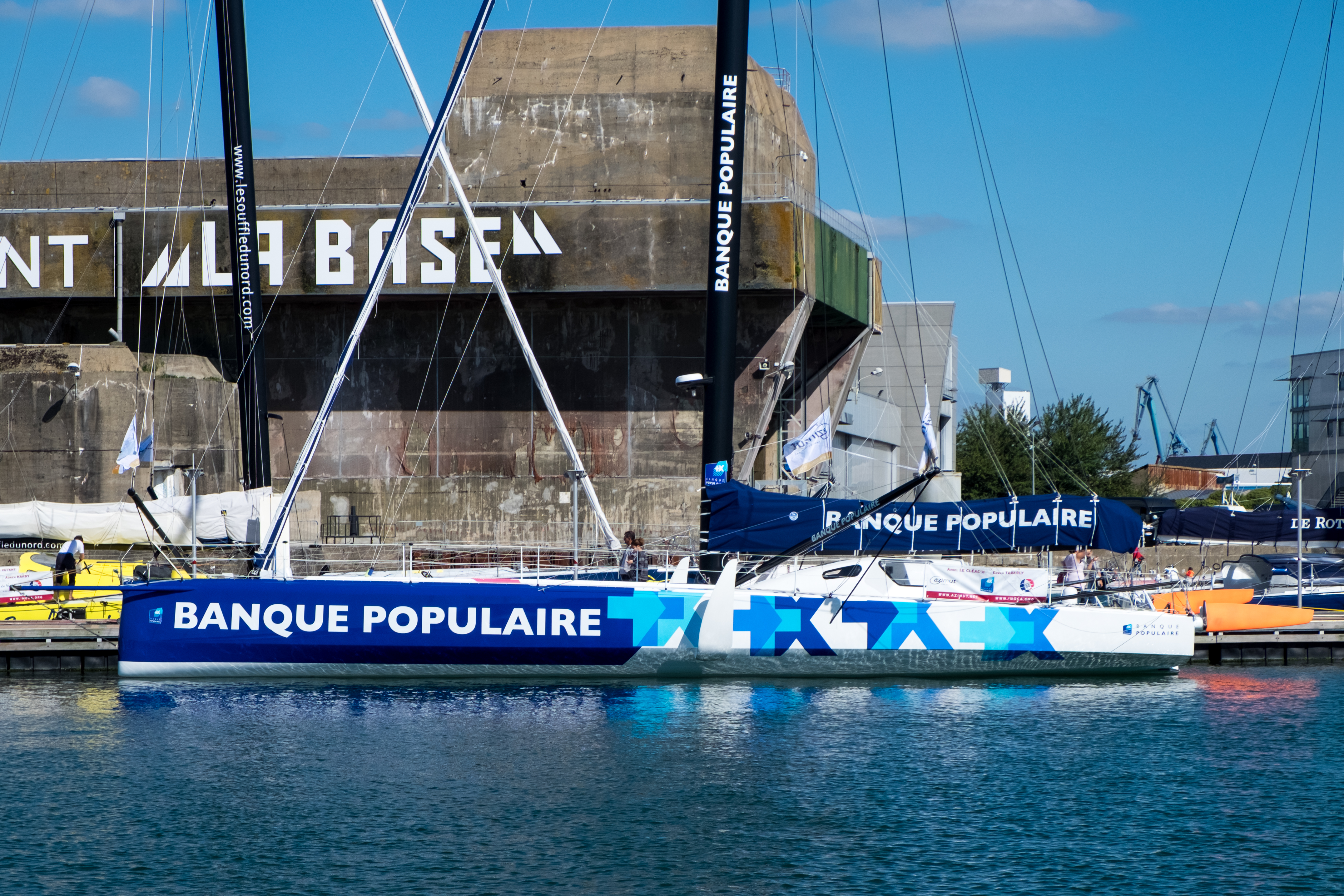
Banque populaire VIII à Lorient, en 2015.

Dès le mois d'avril 2013, deux mois après la deuxième place d'Armel Le Cléac'h dans le Vendée Globe 2012-2013, le Team Banque populaire lance la conception d'un nouveau 60 pieds IMOCA. Le choix des architectes se porte sur le cabinet VPLP et Verdier, en raison des collaborations avec les précédents IMOCA et maxi-trimaran, et de leur proximité. Pour les mêmes raisons, la construction – qui commence en avril 2014 – est confiée au chantier CDK Technologies, à Port-la-Forêt. Banque populaire s'est associé au Groupe Safran pour réduire les coûts de conception et de construction ; si la carène retenue est identique pour Banque populaire VIII et Safran II, le reste de la conception de chaque voilier a évolué indépendamment l'une de l'autre. Initialement prévue en avril 2015,, la mise à l'eau de « BP VIII » a lieu le 9 juin à Port-la-Forêt. 

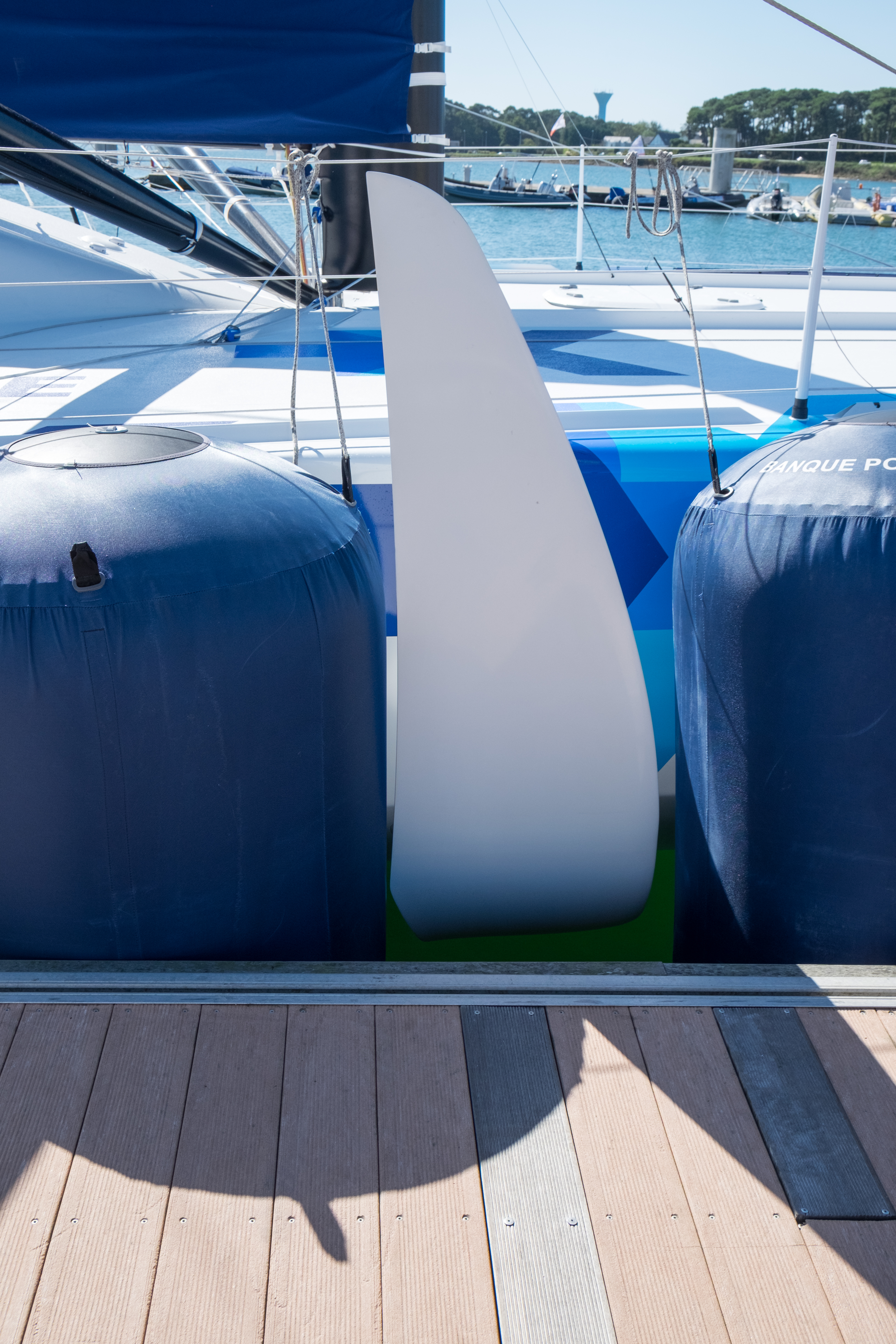
Foil tribord sur Banque populaire VIII, en 2015.

Banque populaire VIII est marqué par le remplacement des dérives latérales par des hydrofoils, en tirant parti de l'expérience acquise par Verdier au sein du design team d'Emirates Team New Zealand lors de la Coupe de l'America 2013, au cours de laquelle le catamaran AC72 d'ETNZ a été le premier à déjauger grâce aux foils. Selon Vincent Lauriot-Prévost, ces foils pourraient permettre de gagner deux jours sur le record du Vendée Globe, selon les recherches théoriques et les essais conduits sur un Mini 6.50, qui ont permis de préciser le design des foils. Bien que les allures portantes soient majoritaires sur un tour du monde, les foils ont été conçus de manière à ne pas trop gêner la marche du voilier au près. Les trajectoires des IMOCA équipés de foils pourraient donc être différentes de celles des voiliers disposant de dérives classiques.
Afin de profiter au maximum des foils, le cockpit a été repensé pour permettre au skipper de rester à la barre le plus longtemps possible, avec un champ de vision dégagé.
Le coût initial de la construction est estimé à 3,5 millions d'euros, le développement total avant le Vendée Globe 2016-2017 au minimum à 4,5 millions, selon Voiles et Voiliers.

## Historique

### 2015-2017

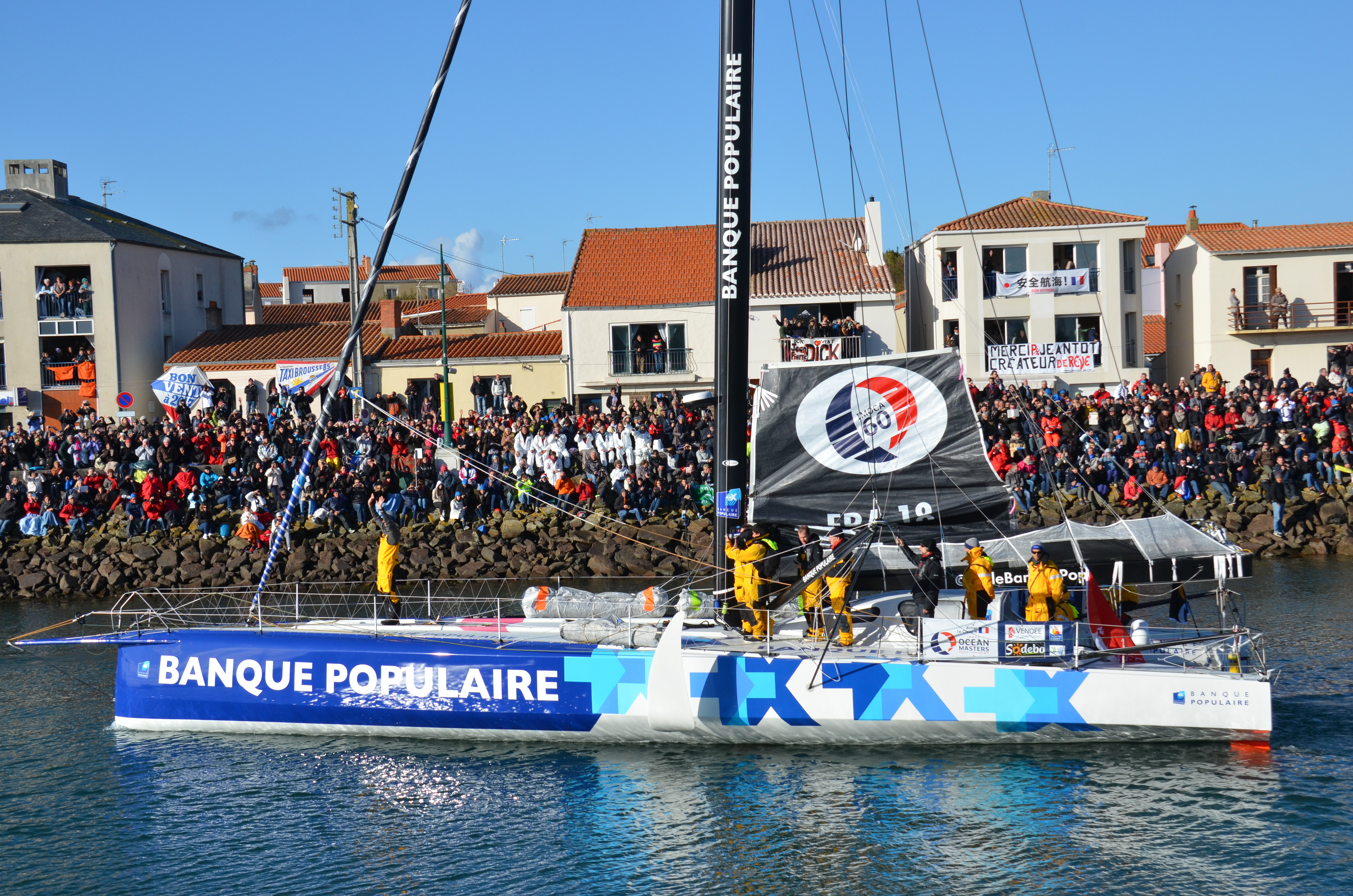
Banque populaire VIII au départ du Vendée Globe 2016-2017.

Immédiatement après sa mise à l'eau le 9 juin 2015, les équipes de Banque populaire s'attachent à travailler à l'optimisation du nouveau voilier. En trois mois, Banque populaire et son skipper parcourent plus de 7 000 milles marins. Associé à Erwan Tabarly, Armel Le Cléac'h prend la sixième place de la Fastnet Race, à quatre heures du vainqueur Vincent Riou sur PRB, puis la quatrième place du Défi Azimut.

### 2017-2021
Avant même le Vendée Globe 2016-2017, un accord est signé entre Banque Populaire et Bureau Vallée pour céder le bateau à l'issue de la course. L'équipe de Bureau Vallée, avec son skipper Louis Burton récupère le bateau en mars 2017, repeint aux couleurs du nouveau sponsor,.
Sous les couleurs de Bureau vallée il termine 10e de la Transat Jacques-Vabre 2021 avec Davy Beaudart et termine 3e du Vendée Globe 2021 en 80j 10h 25m et 12s.
En mai 2021, le bateau est racheté par Pip Hare. Il devient Medallia 2.

### 2022
En mai 2022, barré par Pip Hare, Medallia 2 se classe 17e sur 24 de la Bermudes 1000 Race. En juin, il est 13e sur 25 dans la Vendée-Arctique. En août, mené par un équipage que commande Pip Hare, il est vainqueur en temps réel et 1er sur 2 Imoca dans la Sevenstar Round Britain and Ireland Race. Le 21 octobre 2022, Pip Hare établit le record féminin solo des 60 pieds dans le tour de l'île de Wight, en 4 heures, 48 minutes et 38 secondes. En novembre, Medallia termine 12e sur 38 Imoca dans la Route du Rhum.

### 2023
| - L'étrave de Banque populaire VIII en 2015. - L'étrave de Medallia en 2024. |

En 2023, un important chantier est entrepris chez Jason Carrington, à Hythe, dans le Hampshire. L'objectif est de rendre le bateau plus compétitif en remplaçant les foils de 3,4 mètres par des foils de 5,4 mètres. Mais cela nécessite un renforcement de toute la structure de Medallia. Les travaux s'effectuent en liaison avec Guillaume Verdier, un des architectes du bateau. L'avant est retravaillé : on donne à l'étrave une forme légèrement spatulée, pour limiter les enfournements qui ralentissent le bateau,. De nouveaux puits de foil et de nouveaux systèmes sont installés. Les ballasts sont modifiés. Des renforts sont ajoutés à la coque, à l'avant et aux cloisons. Le coût total des travaux s'élève à 1,5 million de livres (1,78 million d'euros).

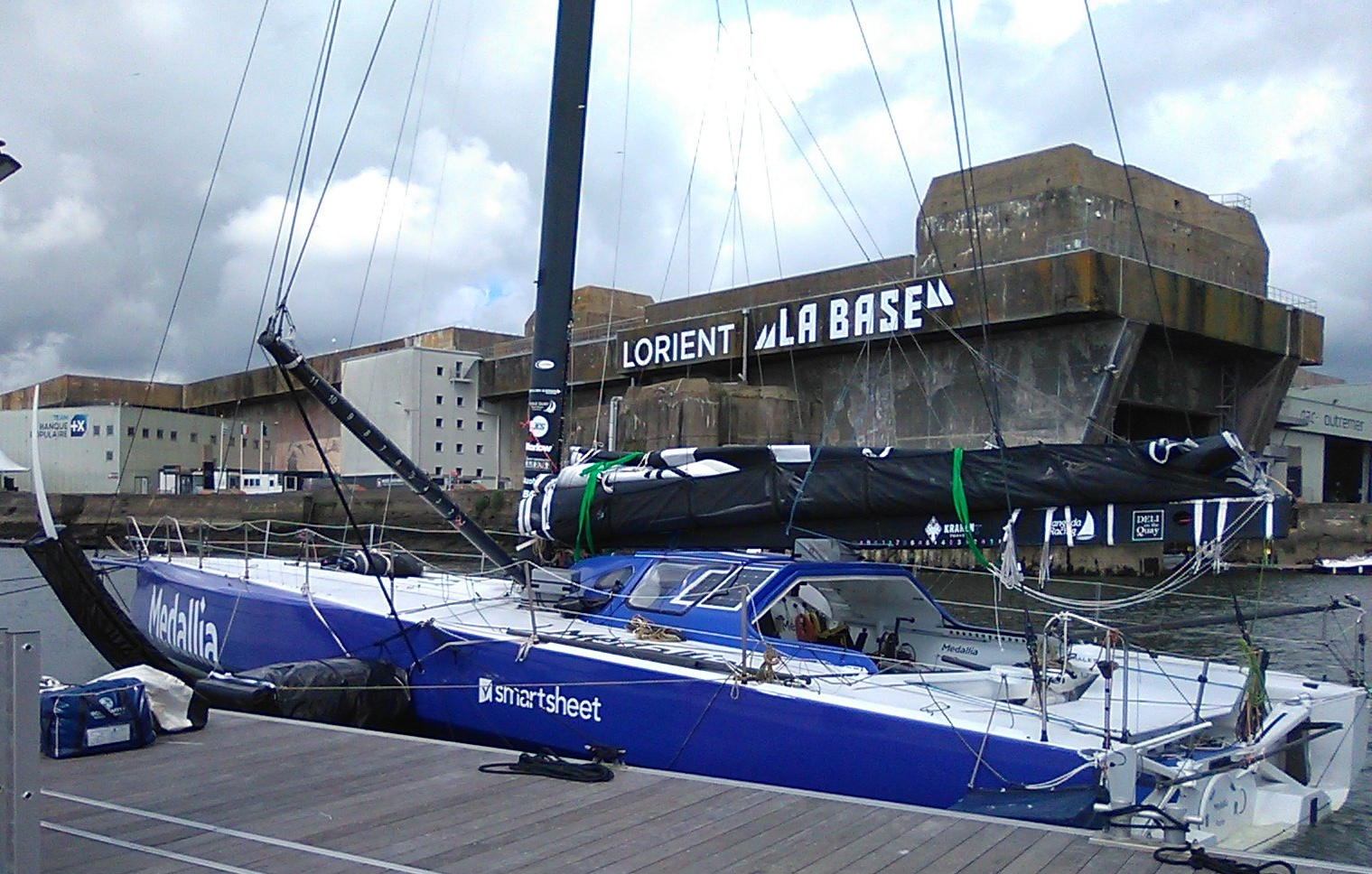
Medallia 2 à Lorient en avril 2024.

En juillet, barré par Pip Hare et Nick Bubb, Medallia finit 26e sur 29 Imoca dans la Fastnet Race,, sa première course après les six mois de chantier. En novembre, dans la Transat Jacques-Vabre, barré par le même duo, il termine 12e sur 40 Imoca.
En décembre dans le Retour à la Base, course en solitaire, Pip Hare se classe 11e sur 32. Sitôt la ligne franchie, par mesure d'économie, elle fait demi-tour pour rallier sa base de Poole. En fin de nuit, elle s'endort, n'entend pas les alarmes et s'échoue devant St Austell, en Cornouailles. Le bateau de sauvetage de la RNLI de Fowey et un navire du Coastguard réussissent à remorquer le voilier et à le déséchouer. « Le bateau, dit Pip Hare, même s'il a été un peu brusqué, va bien. »

### 2024

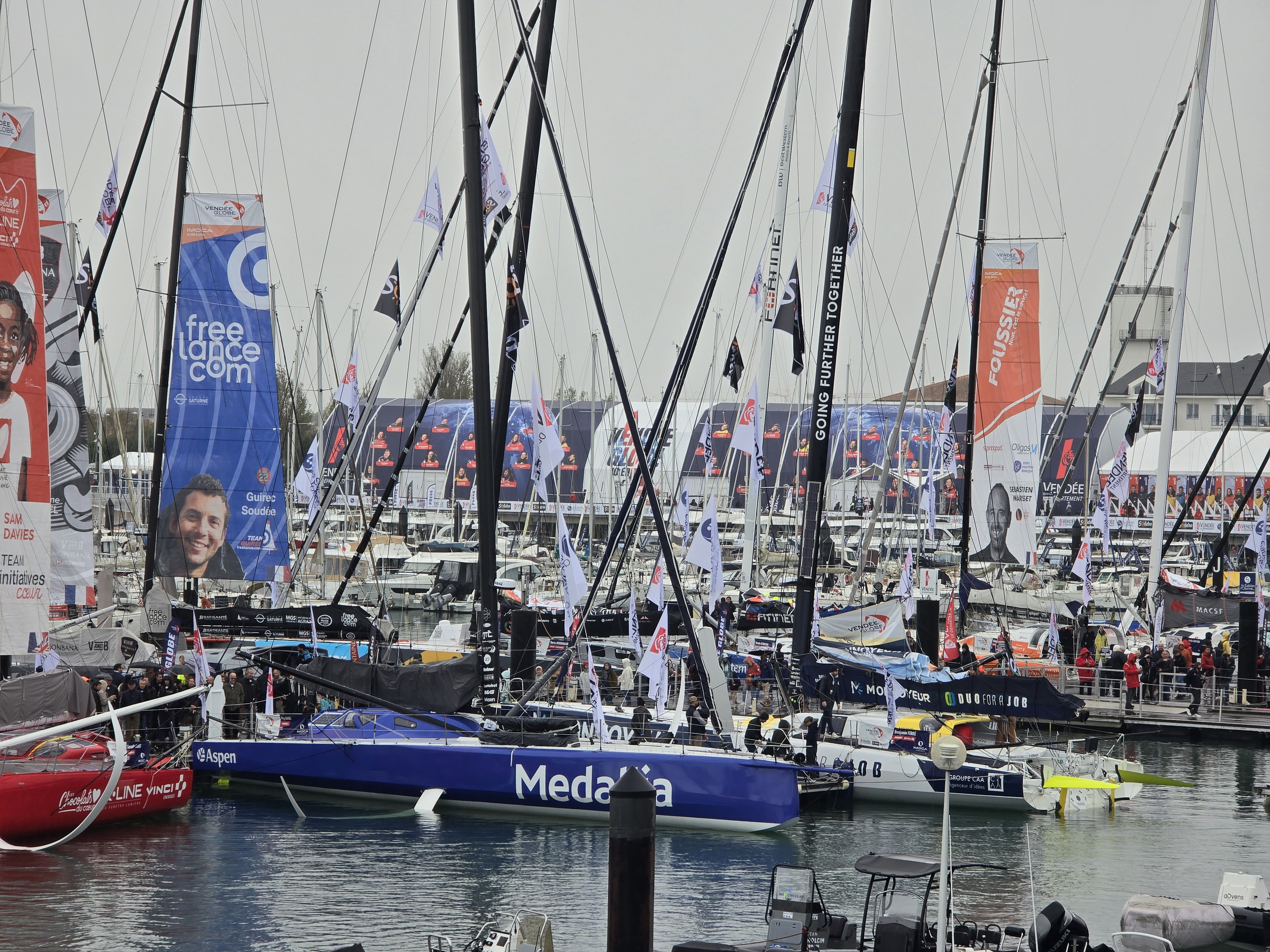
Medallia aux Sables-d'Olonne avant le départ du Vendée Globe 2024-2025.

En juin 2024, Medallia termine 9e sur 28 de la New York-Vendée-Les Sables-d'Olonne.

## Palmarès

### 2015-2017:Banque Populaire VIII– Armel Le Cléac'h
- 2015 : 
  - 2e de la Transat Jacques-Vabre en double avec Erwan Tabarly
  - 6e de la Fastnet Race, en double avec Erwan Tabarly
  - 4e du Défi Azimut
- 2016 : Vainqueur de la Transat Anglaise
- 2017 : Vainqueur du Vendée Globe, en 74 jours 3 heures 35 minutes 46 secondes (record de l'épreuve)

### 2017-2021:Bureau Vallée 2– Louis Burton
- 2019 : 10e de la Transat Jacques-Vabre en double avec Davy Beaudart
- 2021 : 3e du Vendée Globe, en 80 jours 10 heures 25 minutes 12 secondes

### Depuis 2021:Medallia 2– Pip Hare
- 2022 :
  - 17e sur 24 de la Guyader Bermudes 1000 Race[18]
  - 13e sur 25 de la Vendée-Arctique[19]
  - 1er en temps réel[20] et 1er sur 2 Imoca[26], dans la Sevenstar Round Britain and Ireland Race
  - 12e sur 38 Imoca dans la Route du Rhum en 13 j 8 h 38 min 12 s[22]

- 2023 :
  - 26e sur 29 Imoca dans la Fastnet Race, en double avec Nick Bubb[27]
  - 12e sur 40 Imoca dans la Transat Jacques-Vabre, en double avec Nick Bubb,  en 13 j 17 h 42 min 56 s[25]
  - 11e sur 32 du Retour à la Base, en 10 j 21 h 41 min 14 s[28]

- 2024 :
  - 9e sur 28 de la New York-Vendée-Les Sables-d'Olonne, en 12 j 23 h 44 min 22 s[31]
  - Abandon suite démâtage lors du Vendée Globe[32]

## Records
Record féminin solo des 60 pieds dans le tour de l'île de Wight, 50 milles en 4 h 48 min 38 s, soit une vitesse moyenne de 10,29 nœuds, barré par Pip Hare, le 21 octobre 2022.